# Fritz Morf
Fritz Morf (Burgdorf, 29 januari 1928 - aldaar, 30 juni 2011) was een Zwitsers voetballer en voetbalcoach die speelde als verdediger.

## Carrière
Morf speelde van 1945 tot 1952 bij de lokale voetbalploeg en wordt in 1952 opgepikt door FC Grenchen. Hij won met hen een beker in 1959 en werd in 1963 terug speler-trainer bij de lokale ploeg.
Hij speelde zeven interlands voor Zwitserland waarin hij niet kon scoren. Hij nam met de Zwitserse ploeg deel aan het WK voetbal 1962.
Hij trainde en speelde voor SC Burgdorf en daarna ook nog voor FC Grenchen. Bij de lokale ploeg stopte hij als speler en trainer toen Walter Eich overnam als trainer. En hij startte als coach van Grenchen in 1968 als opvolger van de ontslagen Klaus Stürmer.

## Erelijst
- FC Grenchen
  - Zwitserse voetbalbeker: 1969